# Paleontologija
Paleontologija je znanost o razvoju života na Zemlji, drevnih biljaka i životinja zasnovana na fosilima, svjedočanstvima njihovog postojanja sačuvanim u stijenama. Uključuje proučavanje fosila tijela, tragova, brloga, odbačenih dijelova, koprolite, i kemijske ostatke.

## Predmet
Suvremena paleontologija postavlja drevni život u njegov kontekst, proučavajući kako su dugoročne fizičke promjene globalne geografije (paleogeografija) i klime (paleoklima) utjecale na evoluciju života, kako su ekosustavi reagirali na te promjene, i zauzvrat promijenili planetarni okoliš, te kako su ti međusobni odzivi utjecali da današnju bioraznolikost. Paleontologija se preklapa s geologijom, proučavanjem stijena i formacija stijena, te s botanikom, biologijom, zoologijom, i ekologijom, disciplinama koje proučavaju živa bića i njihovu interakciju. Polenologija je proučavanje peluda, suvremenog ili fosilnog.

## Podjela
Glavne grane paleontologije su:
- paleozoologija (životinje),
- paleobotanika (biljke),
- mikropaleontologija (mikrofosili).

Postoje mnoge podgrane koje se tek razvijaju.
Fosili su već bili poznati primitivnim ljudima i ponekad su ispravno smatrani ostacima drevnih organizama. Organizirano proučavanje paleontologije potječe iz kasnog 18. stoljeća.

## Vanjske poveznice
Ostali projekti
|  | Zajednički poslužitelj ima još gradiva o temi Paleontologija |

Mrežna mjesta
- paleontologija Hrvatska enciklopedija
- paleontologija Istarska enciklopedija
- Geološko-paleontološki zavod Prirodoslovno-matematičkog fakulteta u Zagrebu
- Zavod za paleontologiju i geologiju kvartara HAZU u Zagrebu
- paleontolozi  Arhivirana inačica izvorne stranice od 13. prosinca 2021. (Wayback Machine), Vodič kroz zanimanja (1998.)